# هاينز أونغر
هاينز أونغر (بالألمانية: Heinz Unger)‏ هو موزع ألماني، ولد في 14 ديسمبر 1895 في برلين في ألمانيا، وتوفي في 25 فبراير 1965 في تورونتو في كندا.

## روابط خارجية
- هاينز أونغر على موقع ميوزك برينز (الإنجليزية)
- هاينز أونغر على موقع ديسكوغز (الإنجليزية)